# Club Balonmano Altea
Le BM Altea était un club de handball espagnol basé à Altea. Fondé en 1974, il disparait en 2008.

## Histoire
Fondé en septembre 1974, le club obtient sa première accession à la Liga ASOBAL à l'issue de la saison 1996-97. L'équipe est reléguée, après la saison 1998-1999, en division inférieure, division où elle ne reste qu'une seule saison avant de retrouver l'élite espagnole.
Elle reste au niveau de l'élite jusqu'au 11 août 2007 où l'équipe est reléguée en raison d'irrégularités financières.

## Palmarès
compétitions internationales 
- finaliste de la Coupe EHF en 2004